# 耶律怀义
耶律怀义（1080年—1161年），本名孛迭，金朝将领，契丹耶律氏，辽朝宗室后裔。
在辽朝时，二十四岁以战功官至同知点检司事。完颜宗翰取西京，辽天祚帝计划投奔西夏，他进行劝谏，天祚帝不听，于是窃取辽天祚帝厩马降金。耶律怀义领谋克，跟随随完颜宗翰等经略西方。金太宗天会元年（1123年），为西南路招讨使，择诸部冲要之地，建城市，通商贾，从此岁丰畜繁。天会三年（1125年）跟随宗翰攻北宋，攻克马邑、雁门、清源县徐沟镇，围攻太原，屯守汾州境内，在文水西山阻击河东、陕西路来救太原的宋兵。次年，跟随完颜娄室取汾州及其属县，以及平阳、泽州、潞州、河阳等地。跟随金军主力围攻汴京，尽击逃奔的宋兵。攻打郑州、邓州二州，击破濮州、雷泽县、大名府、东平府、徐州、兖州等地，有战功。天会七年（1129年）还镇。天会十年（1132年）加尚书左仆射，改西北路招讨使。在西陲几十年，抚御有恩。金熙宗天眷初年，为太原尹，为政有方，改任中京留守、大名尹，后以年老致仕。皇统九年（1149年）完颜亮即位，封漆水郡王，进封莘王、萧王。正隆年间改封景国公，在云中去世，年八十二岁。其子耶律神都斡。